# Baltský pohár v malém fotbale 2018
Baltský pohár v malém fotbale 2018 byl čtvrtým ročníkem baltského turnaje, který se konal v litevském městě Alytus, 4. srpna 2018. Účastnily se ho 3 týmy, které byly v jedné skupině a hrály systémem každý s každým. Turnaj vyhrála poprvé v historii Litva.

## Stadion
Turnaj se odehrál na jednom stadionu v jednom hostitelském městě: Alytus Stadium (Alytus).
| Alytus                |
| --------------------- |
| Alytus Stadium        |
| Kapacita: 3748 Alytus |

## Zápasy
| Tým      | Z | V | R | P | VG | IG | +/− | B |
| -------- | - | - | - | - | -- | -- | --- | - |
| Litva    | 2 | 1 | 1 | 0 | 1  | 0  | +1  | 4 |
| Estonsko | 2 | 1 | 0 | 1 | 2  | 1  | +1  | 3 |
| Lotyšsko | 2 | 0 | 1 | 1 | 0  | 2  | −2  | 1 |

| 4. srpna 2018 13:00 |       |                                        |                        |
| Lotyšsko            | 0 : 2 | Estonsko                               | Alytus Stadium, Alytus |
|                     |       | Henry Niinlaub 30' Andrei Mitjunov 40' | Alytus Stadium, Alytus |

| 4. srpna 2018 15:30 |       |                     |                        |
| Estonsko            | 0 : 1 | Litva               | Alytus Stadium, Alytus |
|                     |       | Paulius Sakalis 12' | Alytus Stadium, Alytus |

| 4. srpna 2018 18:00 |       |          |                        |
| Litva               | 0 : 0 | Lotyšsko | Alytus Stadium, Alytus |
|                     |       |          | Alytus Stadium, Alytus |